# Trilogija 2: Devičanska ostrva
Trilogija 2: Devičanska ostrva, drugi EP album srpskog rock sastava Riblja čorba. Objavljen je 21. ožujka 2006. u izdanju diskografske kuće M Factory.

## Popis pjesama
Tekstovi: Bora Đorđević. 
| Br. | Skladba                                              | Skladatelj   | Trajanje |
| --- | ---------------------------------------------------- | ------------ | -------- |
| 1.  | »Bilo je žena«                                       | Đorđević     |          |
| 2.  | »Leti čiča preko bare«                               | Đorđević     |          |
| 3.  | »Devičanska ostrva«                                  | Đorđević     |          |
| 4.  | »Pesma sa porukom«                                   | Nikola Zorić |          |
| 5.  | »Pandorina kutija« (Glazba iz filma Uslovna sloboda) | Đorđević     |          |

## Izvođači
| - Bora Đorđević - vokal - Miša Aleksić - bas-gitara - Vidoja Božinović - gitare - Vicko Milatović - bubnjevi - Nikola Zorić - klavijature | - Željko Savić - prateći vokal (gost) |

### Produkcija
- Oliver Jovanović - ton majstor
- Milan Popović - glazbeni producent
- Miša Aleksić - koproducent
- Dragoslav Gane Pecikoza - izvršni producent
- Jugoslav i Jakša Vlahović - dizajn omota
- Don Korleone - fotografija

## Vanjske poveznice
- Discogs.com - Riblja Čorba - Trilogija 2: Devičanska ostrva